# Клоун (мультфильм)
«Клоун» — советский короткометражный рисованный мультфильм. По стихотворению Эммы Мошковской.
Второй из трёх сюжетов мультипликационного альманаха «Весёлая карусель» № 9.

## Сюжет
Мультфильм про весёлого и доброго клоуна.

— Клоун-клоун,
что ты можешь?
— Я могу
скакать, как лошадь,
я могу
летать, как птичка,
я могу
снести яичко!
На бегу
я могу
переобуть ботинки!
Я могу
кой-кому
высушить слезинки!

Автор: Эмма Мошковская